# Shimoji-jima
Shimoji-jima (下地島) est une île du Japon, une des îles Miyako dans l'archipel Sakishima.

## Géographie
Elle est administrée, avec les îles Miyako-jima et Kurima-jima, par la ville de Miyakojima. Elle est desservie par un aéroport (aéroport de Shimojishima).

## Média
L'île de Shimoji-jima en général et son aéroport en particulier est le lieu principal ou se déroule l'action de la série animée Stratos4.